# Egyetlen átruházható szavazat
Az egyetlen átruházható szavazat, (angolul: single transferable vote, rövidítve: STV) egy olyan egyéni (azaz nem listás) jellegű, többgyőzteses és preferenciális választási rendszer, amelynek célja az arányos képviselet elérése azáltal, hogy minimalizálja az elveszett szavazatok számát. Legfőbb jellegzetessége, hogy a szavazók a jelölteket rangsorolhatják. Így, ha az adott választó által kedvenc jelöltjének túl kevés (vagy túl sok) szavazata van, a szavazata nem vész el, hanem "átruházható" a következő támogatott jelöltjére (mindezt egy fordulóban). Így minden szavazat egyet ér, azonban, ha egy jelölt kiesik, a rá leadott szavazatokat a szavazólapon található preferenciák alapján a többi jelölt között el lehet osztani, hogy a lehető legtöbb szavazat érvényesüljön. Az STV-t amit időnként egyetlen átvihető szavazatnak, egyéni átruházható szavazatnak vagy egyszeri átruházható szavazatnak is fordítanak, továbbá többgyőzteses rangsorolásos szavazás vagy többmandántumos preferenciális szavazás (angolul: multi-winner ranked-choice voting) néven is szokták emlegetni. 
| egyéni jellegű rendszerek | egyszavazatos módszerek                                                      | többszavazatos módszerek |
| ------------------------- | ---------------------------------------------------------------------------- | --- |
| Egymandátumos módszerek   | relatív többségi szavazás (SMP) azonnali többfordulós szavazás (IRV)         | korlátozott elfogadó szavazás (limited approval voting) (korlátlan) elfogadó szavazás (approval voting) |
| Többmandátumos módszerek  | egyetlen nem-átruházható szavazat (SNTV) egyetlen átruházható szavazat (STV) | többszörös nem-átruházható szavazat (MNTV) - blokkszavazás (egyéni listás választási rendszer) - korlátozott blokkszavazás (limited block voting) - korlátlan blokkszavazás (többgyőzteses elfogadó szavazás) többszörös átruházható szavazat (MTV) - preferenciális blokkszavazás |

Az STV keretében minden szavazó egyetlen, preferenciális szavazatot ad le egy többmandátumos körzetben tartott választáson. Ez azt jelenti, hogy a szavazólapján kijelöli az általa a leginkább preferált jelöltet, majd ehhez hasonlóan megjelöl(het)i annak a sorrendjét is, hogy a többi jelölt közül melyikeket támogatná jobban vagy kevésbé, ha a kedvenc jelöltje nem szerezne mandátumot. A számlálásnál elsősorban a választó első preferenciáját veszik figyelembe, hogy minél több olyan jelölt kerüljön megválasztásra akiket a választók leginkább akarnak képviselőnek. Azonban több szavazókörben az első preferenciás jelöltek kiesnek a versenyből, mivel túl kevés szavazatot kaptak ahhoz, hogy mandátumot szerezhessenek. Ekkor ahelyett, hogy a szavazatot eldobnák, a többi preferenciát kezdik el megnézni és a szavazatot a választó akarata szerint átruházni a még versenyben levő jelöltek javára. Ez addig ismétlődik, amíg több jelölt van, mint betöltendő mandátum. A minimális szavazatszámot, amivel egy jelölt mandátumot szerezhet, kvótának nevezik, és azokat a jelölteket, akik ezt a szavazatszámot elérik, megválasztottá nyilvánítják.
Legtöbb STV rendszerben a megválasztott jelöltekekre leadott többletszavazatokat, azaz amikre már nem lett volna szüksége a megválasztásra, szintén a rá szavazazó választók preferenciái alapján elosztják, hogy a szavazategyenlőség ne sérüljön és minden jelöltet egyenlő szavazatszámmal válasszanak meg. Mivel ez a szám a kvóta, többletszavazatnak a kvóta feletti szavazatok számítanak.
Az azonnali többfordulós szavazás, angolul: instant-runoff voting (IRV) az STV egygyőzteses analógja. Célja, hogy egy körzetben az egy mandátumot végül egy abszolút többséggel bíró jelölt töltse be az STV-hez hasonlóan úgy, hogy az elveszett szavazatokat minimalizálja. Úgy is értelmezhető, mint egy STV szavazás, amelyben a kvóta a mandátumszerzéshez 50%+1 szavazat.

## Terminológia
A magyar terminológiában az átruházott szavazatok töredékszavazatnak minősülnek, és a kiesett jelöltek szavazatainak átruházására a következő preferenciára veszteskompenzáció, a győztesek többletszavazatainak átruházására pedig győzteskompenzáció. Azonban ezeket a kifejezéseket listás választások tekintetében használják, mivel az STV-t Magyarországon országos vagy helyi önkormányzati választásokra még nem használták.
Fontos megjegyezni, hogy az egyéni listás választási rendszer kifejezés alatt a magyar törvények egy másik választási rendszert, a többszörös nem-átruházható szavazatot értik (amelyet egyes helyi önkormányzati választásokhoz használnak), nem pedig az egyéni/egyetlen átruházható szavazatot. Mindezt annak ellenére, hogy a listás elnevezés más választási kontextusban rendezett (preferenciális) listákra utal, míg az egyéni kifejezés arra, hogy a választók maguk alakítják ki a listájukat. Magyarországi relatív ismeretlensége miatt a single transferable vote elnevezésre nem alakult ki egy nagy konszenzussal használt kifejezés. Szó szerinti fordításban egyetlen átruházható szavazat (vs. többszörös nem-átruházható szavazat), vagy egyszeri átruházható szavazat (vs. többszöri). Használják még az egyéni átruházható szavazat kifejezést, ami kevésbé egyértelműen utal az egyes értékére, azonban kiemeli egyéni jellegét (vs. listás szavazattal), ami megkülönbözteti más arányos rendszerektől.
Ha az STV-t egy győztes választásokhoz használják, az egyenértékű az azonnali második szavazási módszerrel.
A több nyertes választásokon használt STV-t néha "egy átruházható szavazattal arányos képviseletnek" vagy PR-STV-nek nevezik. Az „STV” általában a több nyertes verziót jelenti, ahogy ebben a cikkben is. Az Egyesült Államokban ezt néha választási szavazásnak, preferenciális szavazásnak vagy preferenciális szavazásnak nevezik. (A "preferenciális szavazás" egy tágabb kategóriát, rangsorolt szavazási rendszert is jelenthet.)
Tasmániában és az ausztrál fővárosi területen Hare-Clark módszernek is nevezik az STV arányos implementációját.

Egyszerűsített példa az STV szavazásra. ("Rangsorolj tetszőleges számú jelöltet a preferenciáid szerint.")

## Tulajdonságok
A szavazatok átadásának konkrét módja a különböző rendszerekben eltérő (lásd § Kvóta- és szavazatátadások).
Az STV lehetővé teszi, hogy egyéni jelöltekre szavazzanak, nem pedig pártokra vagy pártgép által vezérelt pártlistákra. Az FPTP-szavazáshoz képest az STV csökkenti az "elpazarolt" szavazatok számát, amelyek a sikertelen jelöltekre voltak adva, illetve azon sikeres jelöltekre, amelyek a mandátum biztosításához szükséges szavazatokon felül kaptak. Az STV elkerüli ezt a pazarlást azáltal, hogy egy másik jelöltre szavaz egyet.
Az STV megközelítőleg arányos képviseletet is biztosít, biztosítva, hogy a kisebbségi politikai erők rendelkezzenek képviselettel. Egyetlen párt vagy szavazótömb sem foglalhatja el az összes helyet egy kerületben. Az STV arányossági elérésének kulcsa az, hogy minden választó (szavazó) csak egyetlen szavazatot ad le a több győztest választó körzeti versenyen.
Az STV-ben a körzeti választások arányossága közvetlen összefüggésben van az egy választókerületben megválasztható képviselők számával – minél több a mandátum, annál arányosabb lesz a mandátumok elosztása egy kerületben.
Például egy hárommandátumos STV választáson a Hare-kvóta felhasználásával, ami így néz ki: mandátumszerzéshez szükséges szavazatszám=(összes szavazat száma)/(összes mandátum száma), egy jelöltnek vagy pártnak a szavazatok 33 százalékára van szüksége a mandátum elnyeréséhez. Egy hétfmandátumos STV körzetben az a jelölt nyer mandátumot, aki a szavazatok hozzávetőleg 14 százalékának támogatását megszerezte (akár önmagában az első preferenciák szerint, akár a többi jelölttől átvitt első preferenciák és az alacsonyabb besorolású preferenciák kombinációjából).

## Szavazás

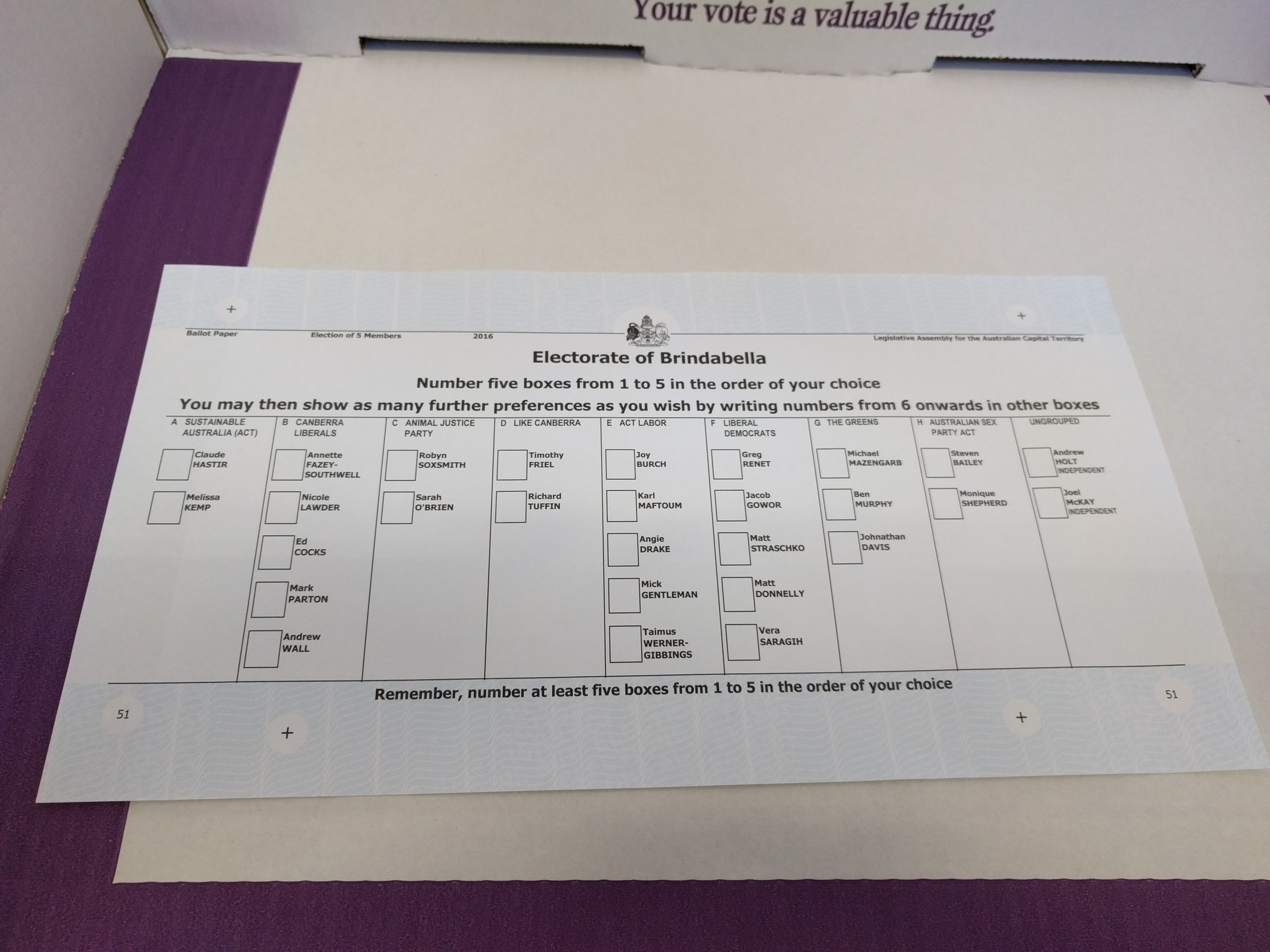
Preferenciális szavazólap egyetlen átruházható szavazólap Brindabella választói számára a 2016-os ausztrál fővárosi területi választáson

Az STV-ben minden szavazó preferencia szerint rangsorolja a jelölteket, például 1-est rak a leginkább preferált jelöltje mellé, 2-est a második legkedveltebb jelöltje mellé, és így tovább, amint az a jobb oldali szavazólapon látható (Ez egy leegyszerűsített példa). A gyakorlatban a jelöltek neveit általában sorokba rendezik és nevük mellett jelölik a pártállásukat vagy, hogy független jelöltként indulnak. (A jelöltek preferenciái megjelölésének másik módja a táblázatok használata. Az első oszlopban a szavazó abba a sorba tesz X-et, amelyikben az első preferenciája (kedvenc jelöltje) van, a második oszlop a második preferencia jelölésére szolgál, és így tovább.

## Mandátumok elosztása STV alatt

### A kvóta használata mandátumok betöltésére
A legtöbb STV-választáson kvótát állapítanak meg annak biztosítására, hogy az összes megválasztott jelöltet megközelítőleg azonos számú szavazattal válasszák meg. Egyes STV-változatoknál a szavazatokat összesítik, és a kvótát (a mandátum elnyeréséhez szükséges minimális szavazatok számát) ez alapján számítják ki. 
A kvóta meghatározását követően a jelöltek szavazatainak (első preferenciák) összesítése megtörténik. Ha egy jelölt eléri a kvótát, megválasztottnak nyilvánítják. Ezt követően egyes STV-rendszerekben az esetleges többletszavazatot az adott jelölt által beérkezett szavazólapokon megjelölt következő tartalékpreferencia arányában adják át más jelölteknek. Ha még több jelölt van versenyben, mint ki nem osztott mandátum, akkor a legkevesebb szavazatot kapott jelölt kiesik (holtversenyben akár több is), és az ő szavazatait a választók következő preferenciája alapján más jelöltek javára utalják át. A választások és/vagy kiesések folyamata és a szavazatok átcsoportosítása mindaddig folytatódik, amíg elegendő jelöltet megválasztottnak nem nyilvánítanak, vagy amíg csak annyi jelölt marad, ahány betöltetlen mandátum van. Ekkor a fennmaradó jelölteket megválasztottnak nyilvánítják. Ez utóbbi jelölteket bizonyos rendszerekben a kvóta elérése nélkül is megválaszthatják, mert az utolsó körig való fennmaradásuk a választók általi általános elfogadottságuk bizonyítéka (legalábbis a kieső jelöltekhez képest).
Alapesetben egy jelölt megválasztásához egy minimális számú szavazat szükséges, ezt nevezzük a kvótának (vagy küszöbértéknek). Számos különböző kvóta használható. A legelterjedtebb a Droop kvóta, képlete:
mandátumszerzéshez szükséges szavazatszám=(összes szavazat száma)/(összes mandátum száma+1)+1
A Droop kvóta az 50% + 1 (abszolút többség) megfelelője az egygyőzteses választásokon, hiszen legfeljebb egy jelölt szerezhet ennyit, míg pl. 44%-ot vagy pontosan 50%-ot kettő is szerezhet. Hasonlóan, legfeljebb három jelöltnek lehet legalább 25% + 1 szavazata, így ezt alkalmazzák a 3 győzteses választáson, és legfeljebb 9 jelöltnek lehet 10% + 1 szavazata, így ezt alkalmazzák a 9 győzteses választáson stb.

## Használata
Európán belül Írországban, Máltán és Észak-Írországban használják különböző választásokon.

### Európai Unió
Az Európai Unióban Írország és Málta az STV-t használja az Európai Parlament képviselőinek megválasztására is.
Magyarországon a Közös Ország Mozgalom által 2017-ben kezdeményezett törvénymódosítás szerint a külhoni magyarok választókerületében az STV rendszerben választották volna meg képviselőiket.

## Fordítás
Ez a szócikk részben vagy egészben  a   Single transferable vote című angol Wikipédia-szócikk ezen változatának fordításán alapul.  Az eredeti cikk szerkesztőit annak laptörténete sorolja fel. Ez a jelzés csupán a megfogalmazás eredetét és a szerzői jogokat jelzi, nem szolgál a cikkben szereplő információk forrásmegjelöléseként.